# NAMUR
Die NAMUR – Interessengemeinschaft Automatisierungstechnik der Prozessindustrie – ist ein internationaler Verband der Anwender von Automatisierungstechnik und Digitalisierung der Prozessindustrie, der am 3. November 1949 gegründet wurde. Der ursprüngliche volle Name „Normenarbeitsgemeinschaft für Meß- und Regeltechnik in der chemischen Industrie“, aus dem sich das Akronym "NAMUR" ergab, wird heute nicht mehr verwendet. Die NAMUR unterstützt den Erfahrungsaustausch der Mitglieder untereinander sowie mit anderen Vereinigungen und Verbänden. Die Arbeitsergebnisse werden in Form von NAMUR-Empfehlungen und -Arbeitsblättern publiziert sowie ggf. bei den nationalen und internationalen Normungsgremien als Normungsvorschlag eingebracht.

## Geschichte
Die Gründungsväter, zu denen die damals bekannten Fachleute der chemischen Industrie Sturm (Bayer), Hengstenberg (BASF) und Winkler (Hüls) gehörten, haben als Hauptaufgaben des Verbands die Verbesserung der Betriebsmesstechnik, die Analyse der Regelsysteme und die Standardisierung von Schnittstellen gesehen. Unter anderem wurde an der Entwicklung von Normen für das 4-20 mA-Stromsignal, NAMUR-Sensoren (z. B. IEC 60947-5-6), NAMUR-Magnetbefestigungsplatten (VDI/VDE 3845, ISO 5211) und Profibus mitgearbeitet. Der Erfahrungsaustausch über die in den Mitgliedsfirmen angewandten Geräte war von Anfang an ein wichtiger Aspekt bei den Verbandsaktivitäten.
Die Mitgliedschaft war ursprünglich nur auf Firmen der chemischen, pharmazeutischen und petrochemischen Industrie beschränkt. Um das Jahr 2003 wurde die Mitgliedschaft erweitert auf alle Firmen der Prozessindustrie (chemische, pharmazeutische, petrochemische und Lebensmittel-Industrie sowie Kraftwerke), auf Dienstleistungsunternehmen für die Prozessindustrie sowie auf Vereinigungen mit technisch-wissenschaftlicher Zielsetzung für diesen Bereich.

## Ziele
Es ist Ziel der Verbandsarbeit, die Kosten von und durch Automatisierungstechnik in den Mitgliedsunternehmen zu minimieren sowie die Sicherheit und Verfügbarkeit durch Automatisierungstechnik zu erhöhen. Dabei strebt die NAMUR an:
- Sichere Prozesse durch Automatisierungskompetenz,
- Kosteneinsparung durch Nutzung von Synergieeffekten,
- Definition von Anforderungen an Geräte und Systeme,
- Aktive Einflussnahme auf Regelsetzung,
- Zukunftsorientierung sowie
- Sicherung des Ingenieur-Nachwuchses.

## Organisation
Der Verband besteht aus über 178 Mitgliedsfirmen aus elf Ländern.
Die Organe des Verbands sind:
- Mitgliederversammlung
- Vorstand
- Geschäftsstelle.

Die Facharbeit erfolgt überwiegend in den knapp 40 Arbeitskreisen (AKs). Die AKs entwerfen und pflegen die NAMUR-Empfehlungen und -Arbeitsblätter sowie formulieren die NAMUR-Meinung zu aktuellen Themen der Automatisierungs-Fachwelt. Die AKs sind in vier Arbeitsfelder (AF) aufgeteilt:
- AF 1 "Planung und Errichtung"
- AF 2 "Prozess- und Betriebsführungssysteme"
- AF 3 "Elektrotechnik und Instrumentierung"
- AF 4 "Betrieb und Instandhaltung".

Die 2008 initiierten Aktivitäten unter den Mitgliedsunternehmen in China haben dazu geführt, dass dort mehrere Arbeitskreise entstanden sind und über die chinesische Organisation der NAMUR gebündelt werden.
Die NAMUR verfügt über ein breites internationales Netzwerk im europäischen und amerikanischen Raum. Es bestehen diverse Kooperationsverträge mit Verbänden auf nationaler und internationaler Ebene.
Die NAMUR veranstaltet für ihre Mitgliedsunternehmen sowie eingeladene Gäste eine jährliche NAMUR-Hauptsitzung mit ca. 650 Teilnehmern. Im Zuge der Veranstaltung werden auch NAMUR-Awards für hervorragende Abschlussarbeiten auf dem Gebiet der Automatisierungstechnik und Digitalisierung der Prozessindustrie vergeben.

## NAMUR-Empfehlungen und -Arbeitsblätter
Ein wichtiges Element für die Veröffentlichung der NAMUR-Arbeit sind die NAMUR-Empfehlungen (NE) und -Arbeitsblätter (NA). Es sind Erfahrungsberichte und Arbeitsunterlagen, die die NAMUR für ihre Mitglieder aus dem Kreis der Anwender zur fakultativen Benutzung erarbeitet hat. Sie werden von vielen Firmen weltweit angewendet und liegen in deutscher, englischer und teilweise chinesischer Sprache vor.
- NAMUR-Empfehlungen (NE) stellen eine Erläuterung des Standes der Technik und der Vorschriften sowohl für die Mitgliedsfirmen als auch für Hersteller, Wissenschaftler und Behörden dar.
- NAMUR-Arbeitsblätter (NA) sind eine Hilfestellung in Form von Checklisten und Anleitungen für die praktische Arbeit in den Firmen.

Es gibt aktuell ca. 100 gültige NEs und NAs.